# Lago del Budi
Lago del Budi är en sjö i Chile.   Den ligger i regionen Región de la Araucanía, i den södra delen av landet, 600 km söder om huvudstaden Santiago de Chile. Lago del Budi ligger 1 meter över havet. Arean är 56 kvadratkilometer. Den sträcker sig 15,2 kilometer i nord-sydlig riktning, och 13,1 kilometer i öst-västlig riktning.
Runt Lago del Budi är det ganska glesbefolkat, med 23 invånare per kvadratkilometer.